# Лисицын, Виктор Николаевич
Ви́ктор Никола́евич Лиси́цын (1905—1978) — советский хозяйственный деятель, Герой Социалистического Труда (1945).

## Биография

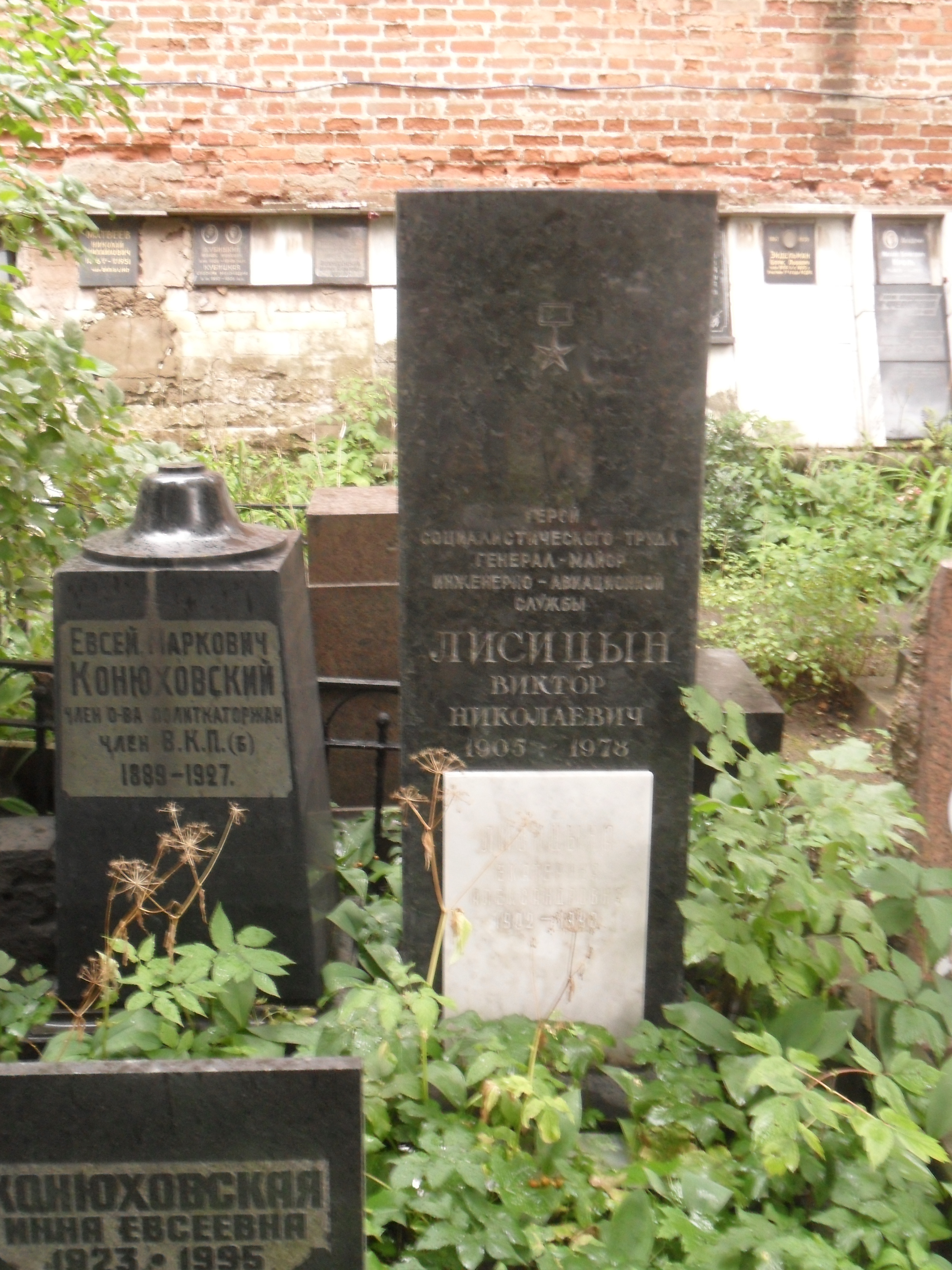
Могила Лисицына на Новодевичьем кладбище.

Виктор Лисицын родился в 1905 году в селе Ивантеевка (ныне — Пушкинский район Московской области). В 1929 году он окончил Московский механический институт, после чего работал сначала в тресте «Оргметалл» Народного комиссариата тяжёлой промышленности СССР, затем в тресте «Оргавиапром», пройдя путь до начальника этого треста. В 1942—1943 годах Лисицын занимал должность заместителя начальника Первого Главного управления Народного комиссариата авиационной промышленности СССР.
С 1943 года Лисицын руководил Новосибирским авиазаводом № 153. За короткое время возглавляемый им завод стал основным поставщиком на фронт самолётов-истребителей. Лисицын внедрял на заводе поточный метод производства, руководил совершенствованием конструкции самолётов и улучшением технологии производства. Благодаря его руководству завод постоянно перевыполнял производственные планы и в течение 23 месяцев удерживал переходящее Красное Знамя ГКО.
Указом Президиума Верховного Совета СССР от 16 сентября 1945 года за «выдающиеся заслуги в деле организации и производства самолётов, танков, моторов, вооружения и боеприпасов, а также за создание и освоение новых образцов боевой техники и обеспечение ими Красной Армии и Военно-Морского флота в годы Великой Отечественной войны» генерал-майор инженерно-авиационной службы Виктор Лисицын был удостоен высокого звания Героя Социалистического Труда с вручением ордена Ленина и медали «Серп и Молот».
В 1950 году Лисицын был переведён на работу директором опытного завода № 1 Минавиапрома СССР. Позднее Лисицын стал заместителем председателя Госплана РСФСР. Умер в 1978 году, похоронен на Новодевичьем кладбище Москвы.
Избирался депутатом Верховного Совета РСФСР 2-го созыва.
Был награждён тремя орденами Ленина, рядом медалей.